# Liga Mexicana del Pacífico 2016-17
La Temporada 2016-17 de la Liga Mexicana del Pacífico fue la 59.ª edición, llevó el nombre Potosinos Express y comenzó el 11 de octubre de 2016, con la visita de los Águilas de Mexicali a los Venados de Mazatlán. El resto de los juegos inaugurales iniciaron el día 12 de octubre de la siguiente manera: Los Mochis en Navojoa, Culiacán en Jalisco y Hermosillo en Ciudad Obregón.
La primera mitad terminó el 20 de noviembre, la segunda mitad terminó el 30 de diciembre de 2016.
Buscando garantizar la imparcialidad en los juegos, se continuó utilizando la revisión instantánea (instant replay o challenge) para la temporada 2016-17, que sirve como apoyo para el cuerpo de ampáyers de la LMP.
El Home Run Derby se realizó el 27 de noviembre, al cual acudió un jugador representante de cada equipo. El mexicano Japhet Amador de los Charros de Jalisco se llevó la victoria, conectó once cuadrangulares en la ronda final para superar a Leo Heras de Yaquis de Ciudad Obregón, quien conectó diez en la última ronda. 
El Juego de Estrellas de la LMP se realizó el 27 de noviembre, en el Nuevo Estadio Yaquis, en Ciudad Obregón, Sonora. Fue el primero juego de estrellas después de 19 años, se realizó entre la Selección Norte vs la Selección Sur. 
En dicho encuentro la Zona Norte se impuso a la Zona Sur por 4-3. Yunieski Betancourt de los Águilas de Mexicali fue elegido el jugador más valioso del encuentro. Previo al juego, se efectuó la entrega de anillos de los participantes del Juego de Estrellas 2016.
Los Águilas de Mexicali se coronaron campeones al superar 4-2 a los Cañeros de Los Mochis en la serie por el título. El juego final se disputó el 28 de enero de 2017 en el Estadio Emilio Ibarra Almada, en Los Mochis, Sinaloa.

## Sistema de competencia

### Temporada regular
La temporada regular se divide en dos mitades, para totalizar 68 partidos para cada uno de los 8 equipos. 
La primera mitad está integrada de 35 juegos y la segunda de 33 juegos para cada club. Al término de cada mitad, se asigna a cada equipo una puntuación conforme a la posición que ocuparon en el standing, bajo el siguiente esquema:
- Primera posición: 8 puntos
- Segunda: 7 puntos
- Tercera: 6 puntos
- Cuarta: 5 puntos
- Quinta: 4,5 puntos
- Sexta: 4 puntos
- Séptima: 3,5 puntos
- Octava: 3 puntos

- Al concluir la segunda vuelta, se realiza un "Standing General de Puntos" y califican a la postemporada los 6 equipos que hayan sumados más puntos considerando las dos mitades. Simultáneamente se estructura el "Standing General de Juegos Ganados y Perdidos".

### Postemporada
Definidos los 6 equipos calificados para los playoffs, se integra un standing general sobre la base de los puntos obtenidos, de tal forma que las series se arman enfrentando al equipo 1 contra el 6, el 2 vs el 5 y el 3 vs el 4. Los equipos 1, 2 y 3 serán locales en la primera fase denominada “Repesca”
Las series de playoff serán a ganar 4 de 7 juegos posibles, bajo el esquema 2-3-2, es decir, dos juegos en la primera plaza, tres en la segunda y si es necesario, dos partidos más en la primera plaza.
Para integrar las series semifinales, se agregará a los tres ganadores un cuatro equipo “comodín” o “mejor perdedor”, el cual será definido aplicando tres criterios:
1) Mayor número de juegos ganados en la serie de “repesca”
2) Mayor promedio de “Run Average”
3) Mejor posición en el standing General de Ganados y Perdidos, considerando las dos mitades.

### Series Semifinales
Las series semifinales se armarán conforme al Standing General, General de Ganados y Perdidos, considerando las dos mitades. Al equipo calificado como “mejor perdedor” le corresponderá el número 4 y deberá enfrentar al equipo 1 en calidad de visitante.
En caso de que bajo este esquema se debieran enfrentar dos equipos que ya lo hicieron en la primera serie de playoffs, el equipo “comodín” deberá enfrentar al mejor ubicado de los otros dos equipos.

### Serie Final
La serie final será protagonizada por los equipos ganadores de las dos series semifinales, iniciándose la serie en casa del mejor clasificado del Standing General de ganados y perdidos.

## Equipos participantes
| Liga Mexicana del Pacífico 2016-17 |           |                  |                           |                          |           |
| Equipo                             | Fundación | Mánager          | Ciudad                    | Estadio                  | Capacidad |
| Águilas de Mexicali                | 1948      | Roberto Vizcarra | Mexicali, Baja California | B'Air                    | 17,000    |
| Cañeros de Los Mochis              | 1947      | Luis Sojo        | Los Mochis, Sinaloa       | Emilio Ibarra Almada     | 11,000    |
| Charros de Jalisco                 | 1946      | Edgar González   | Guadalajara, Jalisco      | Panamericano             | 13,000    |
| Mayos de Navojoa                   | 1950      | Matías Carrillo  | Navojoa, Sonora           | Manuel Ciclón Echeverría | 11,500    |
| Naranjeros de Hermosillo           | 1944      | Lorenzo Bundy    | Hermosillo, Sonora        | Sonora                   | 16,000    |
| Tomateros de Culiacán              | 1965      | Enrique Reyes    | Culiacán, Sinaloa         | Tomateros                | 20,000    |
| Venados de Mazatlán                | 1945      | Daniel Fernández | Mazatlán, Sinaloa         | Teodoro Mariscal         | 15,000    |
| Yaquis de Ciudad Obregón           | 1947      | Eddie Díaz       | Ciudad Obregón, Sonora    | Yaquis                   | 16,000    |

## Standings

### Primera vuelta
| Equipos                  | JJ | JG | JP | JE | PCT  | JV   | PTS |
| ------------------------ | -- | -- | -- | -- | ---- | ---- | --- |
| Tomateros de Culiacán    | 35 | 22 | 13 | -  | .629 | -    | 8.0 |
| Naranjeros de Hermosillo | 35 | 20 | 15 | -  | .571 | 2.0  | 7.0 |
| Cañeros de Los Mochis    | 35 | 19 | 16 | -  | .543 | 3.0  | 6.0 |
| Yaquis de Ciudad Obregón | 34 | 18 | 16 | 1  | .529 | 3.5  | 5.0 |
| Águilas de Mexicali      | 35 | 18 | 17 | -  | .514 | 4.0  | 4.5 |
| Mayos de Navojoa         | 35 | 18 | 17 | -  | .514 | 4.0  | 4.0 |
| Charros de Jalisco       | 34 | 15 | 19 | 1  | .441 | 6.5  | 3.5 |
| Venados de Mazatlán      | 35 | 9  | 26 | -  | .257 | 13.0 | 3.0 |

Nota: El empate entre Mexicali y Navojoa se definió por el criterio del dominio.
Nota: El partido entre Ciudad Obregón y Jalisco se suspendió por lluvia, al quedar suspendido el cotejo, no se jugará dicho encuentro.
- Actualizado el 20 de noviembre de 2016.[2]

### Segunda vuelta
| Equipos                  | JJ | JG | JP | JE | PCT  | JV  | PTS |
| ------------------------ | -- | -- | -- | -- | ---- | --- | --- |
| Mayos de Navojoa         | 33 | 21 | 12 | -  | .636 | -   | 8.0 |
| Venados de Mazatlán      | 33 | 20 | 13 | -  | .606 | 1.0 | 7.0 |
| Cañeros de Los Mochis    | 33 | 19 | 14 | -  | .576 | 2.0 | 6.0 |
| Águilas de Mexicali      | 33 | 19 | 14 | -  | .576 | 2.0 | 5.0 |
| Naranjeros de Hermosillo | 33 | 14 | 19 | -  | .424 | 7.0 | 4.5 |
| Tomateros de Culiacán    | 33 | 14 | 19 | -  | .424 | 7.0 | 4.0 |
| Charros de Jalisco       | 33 | 13 | 20 | -  | .394 | 8.0 | 3.5 |
| Yaquis de Ciudad Obregón | 33 | 12 | 21 | -  | .364 | 9.0 | 3.0 |

Nota: El empate entre Hermosillo y Culiacán se definió por el criterio del dominio.
Nota: El empate entre Los Mochis y Mexicali se definió por el criterio del dominio.
- Actualizado el 30 de diciembre de 2016.[3]

### General
| Equipos                  | JJ | JG | JP | JE | PCT  | JV   |
| ------------------------ | -- | -- | -- | -- | ---- | ---- |
| Mayos de Navojoa         | 68 | 39 | 29 | -  | .574 | -    |
| Cañeros de Los Mochis    | 68 | 38 | 30 | -  | .559 | 1.0  |
| Águilas de Mexicali      | 68 | 37 | 31 | -  | 544  | 2.0  |
| Tomateros de Culiacán    | 68 | 36 | 32 | -  | .529 | 3.0  |
| Naranjeros de Hermosillo | 68 | 34 | 34 | -  | .500 | 5.0  |
| Yaquis de Ciudad Obregón | 68 | 30 | 37 | 1  | .448 | 8.5  |
| Venados de Mazatlán      | 68 | 29 | 39 | -  | .426 | 10.0 |
| Charros de Jalisco       | 68 | 28 | 39 | 1  | .418 | 10.5 |

- Actualizado el 30 de diciembre de 2016.[3]

### Puntos
| Equipos                  | 1V  | 2V  | TOTAL |
| ------------------------ | --- | --- | ----- |
| Mayos de Navojoa         | 4.0 | 8.0 | 12.0  |
| Cañeros de Los Mochis    | 6.0 | 6.0 | 12.0  |
| Tomateros de Culiacán    | 8.0 | 4.0 | 12.0  |
| Naranjeros de Hermosillo | 7.0 | 4.5 | 11.5  |
| Venados de Mazatlán      | 3.0 | 7.0 | 10.0  |
| Águilas de Mexicali      | 4.5 | 5.0 | 9.5   |
| Yaquis de Ciudad Obregón | 5.0 | 3.0 | 8.0   |
| Charros de Jalisco       | 3.5 | 3.5 | 7.0   |

| Avanza a los playoffs |

Nota: El empate de puntos entre Navojoa, Los Mochis y Culiacán se definió por el criterio de ganados y perdidos (standing general).

## Playoffs
|  | Primer Play Off | Primer Play Off | Primer Play Off |            |            | Semifinales      | Semifinales      | Semifinales      |  |          | Final            | Final            | Final            |  |
|  | 2 - 9 de enero  | 2 - 9 de enero  | 2 - 9 de enero  |            |            | 11 - 19 de enero | 11 - 19 de enero | 11 - 19 de enero |  |          | 21 - 28 de enero | 21 - 28 de enero | 21 - 28 de enero |  |
|  |                 |                 |                 |            |            |                  |                  |                  |  |          |                  |                  |                  |  |
|  |                 |                 |                 |            |            |                  |                  |                  |  |          |                  |                  |                  |  |
|  | Hermosillo      | Hermosillo      | 4               |            |            |                  |                  |                  |  |          |                  |                  |                  |  |
|  | Hermosillo      | Hermosillo      | 4               |            |            |                  |                  |                  |  |          |                  |                  |                  |  |
|  | Culiacán        | Culiacán        | 3               |            |            |                  |                  |                  |  |          |                  |                  |                  |  |
|  | Culiacán        | Culiacán        | 3               |            | Hermosillo | Hermosillo       | 3                |                  |  |          |                  |                  |                  |  |
|  |                 |                 |                 |            | Hermosillo | Hermosillo       | 3                |                  |  |          |                  |                  |                  |  |
|  |                 |                 | Mexicali        | Mexicali   | 4          |                  |                  |                  |  |          |                  |                  |                  |  |
|  | Mexicali        | Mexicali        | Mexicali        | Mexicali   | 4          | 4                |                  |                  |  |          |                  |                  |                  |  |
|  | Mexicali        | Mexicali        |                 |            |            |                  |                  |                  |  |          |                  |                  |                  |  |
|  | Navojoa         | Navojoa         | 2               |            |            |                  |                  |                  |  |          |                  |                  |                  |  |
|  | Navojoa         | Navojoa         | 2               |            |            |                  |                  |                  |  | Mexicali | Mexicali         | 4                |                  |  |
|  |                 |                 |                 |            |            |                  |                  |                  |  | Mexicali | Mexicali         | 4                |                  |  |
|  |                 |                 | Los Mochis      | Los Mochis | 2          |                  |                  |                  |  |          |                  |                  |                  |  |
|  |                 |                 | Los Mochis      | Los Mochis | 2          |                  |                  |                  |  |          |                  |                  |                  |  |
|  |                 |                 |                 |            |            |                  |                  |                  |  |          |                  |                  |                  |  |
|  |                 |                 |                 |            |            |                  |                  |                  |  |          |                  |                  |                  |  |
|  |                 | Culiacán        | Culiacán        | 3          |            |                  |                  |                  |  |          |                  |                  |                  |  |
|  |                 |                 |                 | 3          |            |                  |                  |                  |  |          |                  |                  |                  |  |
|  |                 |                 | Los Mochis      | Los Mochis | 4          |                  |                  |                  |  |          |                  |                  |                  |  |
|  | Mazatlán        | Mazatlán        | Los Mochis      | Los Mochis | 4          | 1                |                  |                  |  |          |                  |                  |                  |  |
|  | Mazatlán        | Mazatlán        |                 |            |            |                  |                  |                  |  |          |                  |                  |                  |  |
|  | Los Mochis      | Los Mochis      | 4               |            |            |                  |                  |                  |  |          |                  |                  |                  |  |
|  | Los Mochis      | Los Mochis      | 4               |            |            |                  |                  |                  |  |          |                  |                  |                  |  |
|  |                 |                 |                 |            |            |                  |                  |                  |  |          |                  |                  |                  |  |

### Primer Play Off
| Equipos                  | JJ | JG | JP | JV  | PCT  | RA     |
| ------------------------ | -- | -- | -- | --- | ---- | ------ |
| Cañeros de Los Mochis    | 5  | 4  | 1  | -   | .800 | 140.00 |
| Águilas de Mexicali      | 6  | 4  | 2  | -   | .667 | 152.00 |
| Naranjeros de Hermosillo | 7  | 4  | 3  | -   | .572 | 105.71 |
| Tomateros de Culiacán    | 7  | 3  | 4  | 1.0 | .429 | 94.60  |
| Mayos de Navojoa         | 6  | 2  | 4  | 2.0 | .333 | 65.79  |
| Venados de Mazatlán      | 5  | 1  | 4  | 3.0 | .200 | 71.43  |

| Avanza a semifinales |

| Avanza como comodín |

### Semifinales
| Equipos                  | JJ | JG | JP | JV  | PCT  | RA     |
| ------------------------ | -- | -- | -- | --- | ---- | ------ |
| Cañeros de Los Mochis    | 7  | 4  | 3  | -   | .571 | 124.00 |
| Águilas de Mexicali      | 7  | 4  | 3  | -   | .571 | 126.66 |
| Tomateros de Culiacán    | 7  | 3  | 4  | 1.0 | .429 | 80.65  |
| Naranjeros de Hermosillo | 7  | 3  | 4  | 1.0 | .429 | 78.95  |

| Avanza a la Final |

### Final
| Equipos               | JJ | JG | JP | JV  | PCT  |
| --------------------- | -- | -- | -- | --- | ---- |
| Águilas de Mexicali   | 6  | 4  | 2  | -   | .667 |
| Cañeros de Los Mochis | 6  | 2  | 4  | 2.0 | .333 |

| Campeón |

## Cuadro de honor
| Equipos                  | Posición   |
| ------------------------ | ---------- |
| Águilas de Mexicali      | Campeón    |
| Cañeros de Los Mochis    | Subcampeón |
| Tomateros de Culiacán    | 3° Lugar   |
| Naranjeros de Hermosillo | 4° Lugar   |
| Mayos de Navojoa         | 5° Lugar   |
| Venados de Mazatlán      | 6° Lugar   |
| Yaquis de Ciudad Obregón | 7° Lugar   |
| Charros de Jalisco       | 8° Lugar   |

## Juego de Estrellas
El Juego de Estrellas de la LMP se realizó el 27 de noviembre, en el Nuevo Estadio Yaquis, en Ciudad Obregón, Sonora.
Fue el primero juego de estrellas después de 19 años, se realizó entre la Selección Norte conformada por jugadores de Águilas de Mexicali,  Naranjeros de Hermosillo, Yaquis de Ciudad Obregón y Mayos de Navojoa vs la Selección Sur conformada con jugadores de Cañeros de Los Mochis, Tomateros de Culiacán, Venados de Mazatlán y Charros de Jalisco. 
En dicho encuentro la Zona Norte se impuso a la Zona Sur por 4-3. Yunieski Betancourt de los Águilas de Mexicali fue elegido el jugador más valioso del encuentro. Previo al juego, se efectuó la entrega de anillos de los participantes del Juego de Estrellas 2016.
Los rosters de ambos equipos estuvieron conformados por 24 jugadores, siendo elegidos los dos jugadores con más votos por posición, los cuales fueron seleccionados por los aficionados.
El Juego de Estrellas 2016 fue transmitido en vivo por televisión por ESPN y TVC Deportes.

### Tirilla
| Equipo                                                                  | 1 | 2 | 3 | 4 | 5 | 6 | 7 | 8 | 9 | C | H | E |
| ----------------------------------------------------------------------- | - | - | - | - | - | - | - | - | - | - | - | - |
| Zona Sur                                                                | 0 | 2 | 0 | 0 | 0 | 0 | 0 | 1 | 0 | 3 | 5 | 0 |
| Zona Norte                                                              | 0 | 3 | 0 | 0 | 0 | 0 | 0 | 0 | 1 | 4 | 7 | 1 |
| G: Jake Sánchez (1-0, 0.00); P: Jon Sintes (0-1, 13.50); SV: No hubo.   |   |   |   |   |   |   |   |   |   |   |   |   |
| HR: SUR - Sebastián Elizalde; NTE - Yunieski Betancourt. ASIST: 15,145. |   |   |   |   |   |   |   |   |   |   |   |   |

### Home Run Derby
El Home Run Derby se realizó el 27 de noviembre, al cual acudió un jugador representante de cada equipo. El mexicano Japhet Amador de los Charros de Jalisco se llevó la victoria, conectó once cuadrangulares en la ronda final para superar a Leo Heras de Yaquis de Ciudad Obregón, quien conectó diez en la última ronda.

#### Jugadores participantes
| Nombre        | Equipo                | HR |
| ------------- | --------------------- | -- |
| Yadir Drake   | Cañeros de Los Mochis | 8  |
| Brian LaHair  | Tomateros de Culiacán | 5  |
| Cyle Hankerd  | Venados de Mazatlán   | 18 |
| Japhet Amador | Charros de Jalisco    | 37 |

| Nombre          | Equipo                   | HR |
| --------------- | ------------------------ | -- |
| CJ Retherford   | Águilas de Mexicali      | 6  |
| José Amador     | Naranjeros de Hermosillo | 5  |
| Leo Heras       | Yaquis de Ciudad Obregón | 25 |
| Quincy Latimore | Mayos de Navojoa         | 15 |

#### Tabla de posiciones
| Jugador         | Equipo                   | 1.ª Ronda | 2.ª Ronda | Final | Total |
| --------------- | ------------------------ | --------- | --------- | ----- | ----- |
| Japhet Amador   | Charros de Jalisco       | 9         | 17        | 11    | 37    |
| Leo Heras       | Yaquis de Ciudad Obregón | 7         | 8         | 10    | 25    |
| Cyle Hankerd    | Venados de Mazatlán      | 11        | 7         | -     | 18    |
| Quincy Latimore | Mayos de Navojoa         | 8         | 7         | -     | 15    |
| Yadir Drake     | Cañeros de Los Mochis    | 8         | -         | -     | 8     |
| CJ Retherford   | Águilas de Mexicali      | 6         | -         | -     | 6     |
| Brian LaHair    | Tomateros de Culiacán    | 5         | -         | -     | 5     |
| José Amador     | Naranjeros de Hermosillo | 5         | -         | -     | 5     |

#### Rondas Home Run Derby
|  | 1.ª Ronda            | 1.ª Ronda            | 1.ª Ronda           |                     |                      | Semifinales          | Semifinales | Semifinales |  |                 | Final           | Final | Final |  |
|  |                      |                      |                     |                     |                      |                      |             |             |  |                 |                 |       |       |  |
|  |                      |                      |                     |                     |                      |                      |             |             |  |                 |                 |       |       |  |
|  | CJ Retherford (MXL)  | CJ Retherford (MXL)  | 6                   |                     |                      |                      |             |             |  |                 |                 |       |       |  |
|  | CJ Retherford (MXL)  | CJ Retherford (MXL)  | 6                   |                     |                      |                      |             |             |  |                 |                 |       |       |  |
|  | Quincy Latimore(NAV) | Quincy Latimore(NAV) | 8                   |                     |                      |                      |             |             |  |                 |                 |       |       |  |
|  | Quincy Latimore(NAV) | Quincy Latimore(NAV) | 8                   |                     | Quincy Latimore(NAV) | Quincy Latimore(NAV) | 7           |             |  |                 |                 |       |       |  |
|  |                      |                      |                     |                     | Quincy Latimore(NAV) | Quincy Latimore(NAV) | 7           |             |  |                 |                 |       |       |  |
|  |                      |                      | Leo Heras (OBR)     | Leo Heras (OBR)     | 8                    |                      |             |             |  |                 |                 |       |       |  |
|  | José Amador (HER)    | José Amador (HER)    | Leo Heras (OBR)     | Leo Heras (OBR)     | 8                    | 5                    |             |             |  |                 |                 |       |       |  |
|  | José Amador (HER)    | José Amador (HER)    |                     |                     |                      |                      |             |             |  |                 |                 |       |       |  |
|  | Leo Heras (OBR)      | Leo Heras (OBR)      | 7                   |                     |                      |                      |             |             |  |                 |                 |       |       |  |
|  | Leo Heras (OBR)      | Leo Heras (OBR)      | 7                   |                     |                      |                      |             |             |  | Leo Heras (OBR) | Leo Heras (OBR) | 10    |       |  |
|  |                      |                      |                     |                     |                      |                      |             |             |  | Leo Heras (OBR) | Leo Heras (OBR) | 10    |       |  |
|  |                      |                      | Japhet Amador (JAL) | Japhet Amador (JAL) | 11                   |                      |             |             |  |                 |                 |       |       |  |
|  | Yadir Drake (MOC)    | Yadir Drake (MOC)    | Japhet Amador (JAL) | Japhet Amador (JAL) | 11                   | 8                    |             |             |  |                 |                 |       |       |  |
|  | Yadir Drake (MOC)    | Yadir Drake (MOC)    |                     |                     |                      |                      |             |             |  |                 |                 |       |       |  |
|  | Japhet Amador (JAL)  | Japhet Amador (JAL)  | 9                   |                     |                      |                      |             |             |  |                 |                 |       |       |  |
|  | Japhet Amador (JAL)  | Japhet Amador (JAL)  | 9                   |                     | Japhet Amador (JAL)  | Japhet Amador (JAL)  | 17          |             |  |                 |                 |       |       |  |
|  |                      |                      |                     |                     | Japhet Amador (JAL)  | Japhet Amador (JAL)  | 17          |             |  |                 |                 |       |       |  |
|  |                      |                      | Cyle Hankerd (MAZ)  | Cyle Hankerd (MAZ)  | 7                    |                      |             |             |  |                 |                 |       |       |  |
|  | Cyle Hankerd (MAZ)   | Cyle Hankerd (MAZ)   | Cyle Hankerd (MAZ)  | Cyle Hankerd (MAZ)  | 7                    | 11                   |             |             |  |                 |                 |       |       |  |
|  | Cyle Hankerd (MAZ)   | Cyle Hankerd (MAZ)   |                     |                     |                      |                      |             |             |  |                 |                 |       |       |  |
|  | Brian LaHair (CUL)   | Brian LaHair (CUL)   | 5                   |                     |                      |                      |             |             |  |                 |                 |       |       |  |
|  | Brian LaHair (CUL)   | Brian LaHair (CUL)   | 5                   |                     |                      |                      |             |             |  |                 |                 |       |       |  |
|  |                      |                      |                     |                     |                      |                      |             |             |  |                 |                 |       |       |  |

## Líderes
A continuación se muestran los lideratos tanto individuales como colectivos de los diferentes departamentos de bateo y de pitcheo

### Bateo
| Categoría               | Individual              | Marca | Colectivo                | Marca |
| ----------------------- | ----------------------- | ----- | ------------------------ | ----- |
| Porcentaje              | Luis Juárez (MXL)       | .364  | Águilas de Mexicali      | .275  |
| Carreras Producidas     | José Amador (HMO)       | 60    | Mayos de Navojoa         | 306   |
| Home Runs               | José Amador (HMO)       | 15    | Naranjeros de Hermosillo | 59    |
| Carreras Anotadas       | Isaac Rodríguez (MOC)   | 44    | Mayos de Navojoa         | 332   |
| Hits                    | José M. Rodríguez (JAL) | 88    | Águilas de Mexicali      | 631   |
| Dobles                  | Ronnier Mustelier (CUL) | 28    | Águilas de Mexicali      | 129   |
| Triples                 | Leo Heras (OBR)         | 8     | Yaquis de Ciudad Obregón | 19    |
| Bases Robadas           | Corey Wimberly (OBR)    | 17    | Yaquis de Ciudad Obregón | 74    |
| Slugging                | C.J. Retherford (MXL)   | .553  | Águilas de Mexicali      | .403  |
| Porcentaje de Embasarse | Luis Juárez (MXL)       | .433  | Mayos de Navojoa         | .742  |

### Pitcheo
| Categoría             | Individual | Marca | Colectivo                                 | Marca |
| --------------------- | --- | ----- | ----------------------------------------- | ----- |
| Efectividad           | Manny Barreda (MOC) | 2.20  | Águilas de Mexicali Mayos de Navojoa      | 3.53  |
| Juegos Ganados        | Héctor Velázquez (NAV) | 9     | Mayos de Navojoa                          | 39    |
| Porcentaje de Ganados | Por Definir | -     | Mayos de Navojoa                          | .573  |
| Ponches               | Héctor Velázquez (NAV) | 87    | Mayos de Navojoa                          | 472   |
| Juegos Salvados       | Jake Sánchez (MXL) | 21    | Águilas de Mexicali Cañeros de Los Mochis | 21    |
| Juegos Lanzados       | Ozzie Méndez (NAV) | 42    |                                           |       |
| Innings Lanzados      | Javier Solano (MXL) | 87.1  | Naranjeros de Hermosillo                  | 622.0 |
| Juegos Completos      | Manny Barreda (MOC) Tyler Alexander (JAL) Zack Dodson (NAV) Kameron Loe (MXL) Arturo López (OBR) Javier Solano (MXL) Héctor Velázquez (NAV) | 1     | Águilas de Mexicali Mayos de Navojoa      | 2     |
| Blanqueadas           | Manny Barreda (MOC) Zack Dodson (NAV) Javier Solano (MXL)                                                                                   | 1     | Mayos de Navojoa                          | 8     |

## Designaciones
| Designación                           | Trofeo             | Ganador             | Equipo                              |
| ------------------------------------- | ------------------ | ------------------- | ----------------------------------- |
| Jugador Más Valioso                   | Héctor Espino      | José Amador         | Naranjeros de Hermosillo            |
| Pitcher del Año                       | Vicente Romo       | Héctor Velázquez    | Mayos de Navojoa                    |
| Relevista del Año                     | Isidro Márquez     | Jake Sánchez        | Águilas de Mexicali                 |
| Novato del año                        | Baldomero Almada   | Isaac Rodríguez     | Cañeros de Los Mochis               |
| Mánager del Año                       | Benjamín Reyes     | Matías Carrillo     | Mayos de Navojoa                    |
| Mánager Campeón                       | Francisco Estrada  | Roberto Vizcarra    | Águilas de Mexicali                 |
| Jugador más Valioso de la Serie Final |                    | Héctor Velázquez    | Águilas de Mexicali (como refuerzo) |
| Campeón de Bateo                      | Matías Carrillo    | Luis Juárez         | Águilas de Mexicali                 |
| Campeón de Pitcheo                    |                    | Manny Barreda       | Cañeros de Los Mochis               |
| Campeón de Cuadrangulares             | Ronnie Camacho     | José Amador         | Naranjeros de Hermosillo            |
| Ejecutivo del año                     | Horacio López Díaz | Dío Alberto Murillo | Águilas de Mexicali                 |
| Gerente del año                       | Abundio Vargas     | Alejandro Ahumada   | Águilas de Mexicali                 |

## Guantes de Oro
A continuación se muestran a los ganadores de los Guantes de Oro de la temporada.
| Posición | Jugador                 | Equipo                   |
| 1B       | Sergio Contreras        | Yaquis de Ciudad Obregón |
| 2B       | Carlos Gastélum         | Naranjeros de Hermosillo |
| 3B       | Agustín Murillo         | Charros de Jalisco       |
| SS       | Amadeo Zazueta          | Charros de Jalisco       |
| OF       | Leo Heras               | Yaquis de Ciudad Obregón |
| OF       | Carlos Figueroa         | Charros de Jalisco       |
| OF       | Alejandro González      | Mayos de Navojoa         |
| C        | Xorge Carrillo          | Águilas de Mexicali      |
| P        | Héctor Daniel Rodríguez | Tomateros de Culiacán    |